# Hemi-Sync
Hemi-Sync jest skrótem od nazwy Hemispheric Synchronization. Technikę Hemi-Sync opracował amerykański inżynier dźwięku Robert Monroe. Metoda polega na wykorzystaniu, dwóch różniących się częstotliwością fal dźwiękowych, doprowadzanych do uszu za pomocą słuchawek stereo, co ma powodować u odbiorcy wrażenie trzeciego dźwięku o częstotliwości stanowiącej różnicę pomiędzy wysokością obu fal w słuchawkach. Jest to tzw. efekt dudnienia różnicowego (dudnień binauralnych). Zdaniem Roberta Monroe ma to wpływ na synchronizację pracy półkul mózgowych. Technika ta została opatentowana w USA.
Robert Monroe uważał, że jego metoda może być użyteczna do wielu celów: przy pracy nad psychicznymi i emocjonalnymi problemami, relaksacji, nauki i zapamiętywania, tworzenia świadomych snów, medytacji oraz możliwości osiągnięcia stanu eksterioryzacji.

## Hemi-Sync i anestezjologia
Badania przeprowadzone na znieczulonych pacjentach wykazały, że wpływ Hemi-Sync wzmaga działanie fentanylu, dzięki czemu można zmniejszyć dawkę leku podczas zabiegów chirurgicznych. Jednak efekt ten nie występuje przy stosowaniu propofolu.

## Hemi-Sync w Polsce
W Polsce po raz pierwszy z metodą Hemi-Sync można było zapoznać się już w drugiej połowie lat osiemdziesiątych XX wieku. Polskie Towarzystwo Psychotroniczne organizowało kursy Doznawanie Otwartych Wrót. Nagrania z Instytutu Roberta Monroe były wzbogacone o polskie tłumaczenie. Lektorem był Lech Emfazy Stefański, prezes PTP. W oddziale warszawskim kursy były organizowane na ulicy Radomskiej 4.
W Instytucie Elektroniki Medycznej Politechniki Łódzkiej na grupie 10 ochotników przeprowadzono badania, których celem była weryfikacja wpływu dudnień binauralnych na pracę mózgu. Najbardziej wiarygodne rezultaty otrzymano podczas mierzenia stanu relaksu. Zapisy elektroencefalograficzne wykazały wyraźne dostrajanie się mózgu do częstotliwości fal alfa. Wyniki badań pozwalają przyjąć, że dudnienia mogą być wykorzystane jako metoda lecznicza w celu wywołania stanu odprężenia.